# Tarnówka (województwo kujawsko-pomorskie)
Tarnówka – wieś w Polsce, położona w województwie kujawsko-pomorskim, w powiecie radziejowskim, w gminie Radziejów.

## Podział administracyjny
| SIMC    | Nazwa   | Rodzaj    |
| ------- | ------- | --------- |
| 0868224 | Rokitki | część wsi |

W latach 1975–1998 miejscowość położona była w województwie włocławskim.
Miejscowość należy do parafii w Byczynie.

## Demografia
Według Narodowego Spisu Powszechnego (III 2011 r.) liczyła 104 mieszkańców. Jest szesnastą co do wielkości miejscowością gminy Radziejów.